# George Mattocks
Pour les articles homonymes, voir Mattocks.

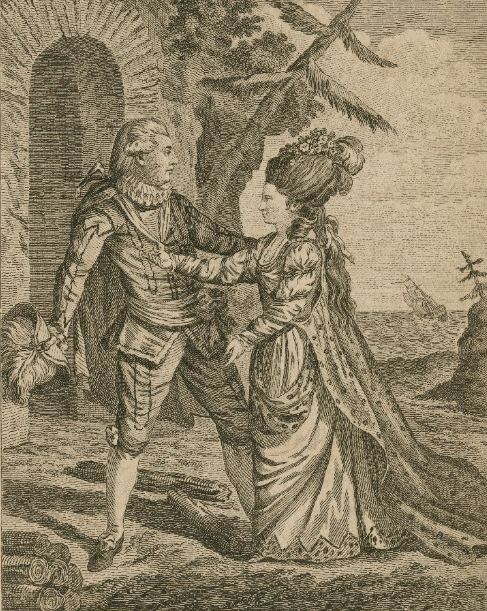
Tempest, Miss Brown et M. Mattocks dans les personnages de Miranda et Ferdinand ... acte II [c'est-à-dire acte 3, scène 1] [graphique] / Dighton ad viv del. ; Grignion sculp.

George Mattocks, né en 1734/1735 et mort le 14 août 1804 à Édimbourg,  est un ténor anglais, acteur et directeur de théâtre.

## Biographie
George Mattocks naît 1734/1735.
Enfant, il chante aux foires de Londres, puis passe trois saisons à Drury Lane (1749-1752), créant le rôle de Palaemon dans The Chaplet de William Boyce. Sa carrière de chanteur adulte se déroule principalement à Covent Garden, où il apparaît chaque année de 1757 à 1784. 
Il meurt le 14 août 1804 à Edimbourg